# 藤野博
藤野 博（ふじの ひろし、1910年6月27日 - 2005年11月24日）は、日本の口腔外科医。専門は口唇口蓋裂治療。九州大学名誉教授。

## 人物・経歴
1910年、兵庫県にて生まれる。1932年に旧制山口高等学校を卒業し、九州帝国大学医学部に進学。1937年に卒業後、第一外科学教室（赤岩八郎教授）を経て歯科学口腔外科学教室（1922年設置）に入局。初代教授・問田亮次（在任1922年 - 1943年）、第2代教授・加来素六（在任1943年 - 1954年）の後を継いで1954年に第3代教授に就任した。同教室の歯学部昇格運動に尽力し、1967年に東京医科歯科大学・大阪大学・東北大学・新潟大学・広島大学に続く6校目の国立大学歯学部設置を果たした（北海道大学と同時）。学部昇格に際し初代歯学部長および初代歯学部附属病院長を務めた。1974年に九州大学を定年退職した後は、公立学校共済組合九州中央病院病院長、学校法人福岡歯科学園（現・福岡学園）理事、精華女子短期大学学長、社会医療法人財団白十字会白十字病院顧問等を歴任した。2005年11月24日、呼吸不全のため死去。2006年度より九州大学大学院歯学府博士課程修了者のうち成績優秀者2名に「藤野博賞」が贈られている。

## 論文
- 「化学療法と血液酸塩基平衡障碍との関係に関する実験的研究」(1942年6月1日)にて医学博士となる[16]。

## 業績
九州大学の歯学部創設に尽力。同大学にて10番目の学部であり、国立大学としては全国で6校目であった。

## 年譜[4]
- 1910年（明治43年）6月　兵庫県津名郡五色町（現・洲本市）にて出生
- 1929年（昭和4年）3月　旧制兵庫県立洲本中学（現・兵庫県立洲本高校）卒業
- 1932年（昭和7年）3月　旧制山口高等学校卒業
- 1937年（昭和12年）3月　九州帝国大学医学部卒業
- 1937年（昭和12年）4月　九州帝国大学医学部第一外科学教室副手
- 1938年（昭和13年）11月　九州帝国大学大学院入学
- 1940年（昭和15年）11月　同大学院満期退学
- 1942年（昭和17年）5月　九州帝国大学附属医学専門部助手
- 1942年（昭和17年）6月　学位（医学博士）授与
- 1943年（昭和18年）11月　九州帝国大学医学部助手
- 1943年（昭和18年）12月　九州帝国大学医学部歯科学口腔外科学教室講師
- 1944年（昭和19年）6月　同助教授
- 1954年（昭和29年）4月　新制九州大学医学部歯科学口腔外科学教室教授
- 1962年（昭和37年）4月　第16回日本口腔科学会総会・学術集会会長[17]
- 1964年（昭和39年）7月　第1回歯学部設立準備委員会開催[18]
- 1967年（昭和42年）6月　九州大学歯学部開設（初代歯学部長、初代歯学部附属病院長）[19]
- 1969年（昭和44年）5月　附属病院長退任
- 1970年（昭和45年）11月　西日本文化賞（西日本新聞社）受賞
- 1971年（昭和46年）10月　第14回日本形成外科学会総会・学術集会会長[20]
- 1972年（昭和47年）10月　第17回日本口腔外科学会総会・学術集会会長[21]
- 1973年（昭和48年）5月　歯学部長退任
- 1973年（昭和48年）10月　公立学校共済組合九州中央病院病院長併任
- 1974年（昭和49年）3月　九州大学定年退官
- 1982年（昭和57年） 勲二等瑞宝章を受章[1]
- 2005年（平成17年）11月　死去
- 2015年（平成27年）3月　九州大学歯学部本館前に「藤野博先生顕彰桜樹」を植樹[22]